# Hiëronymus Lauweryn

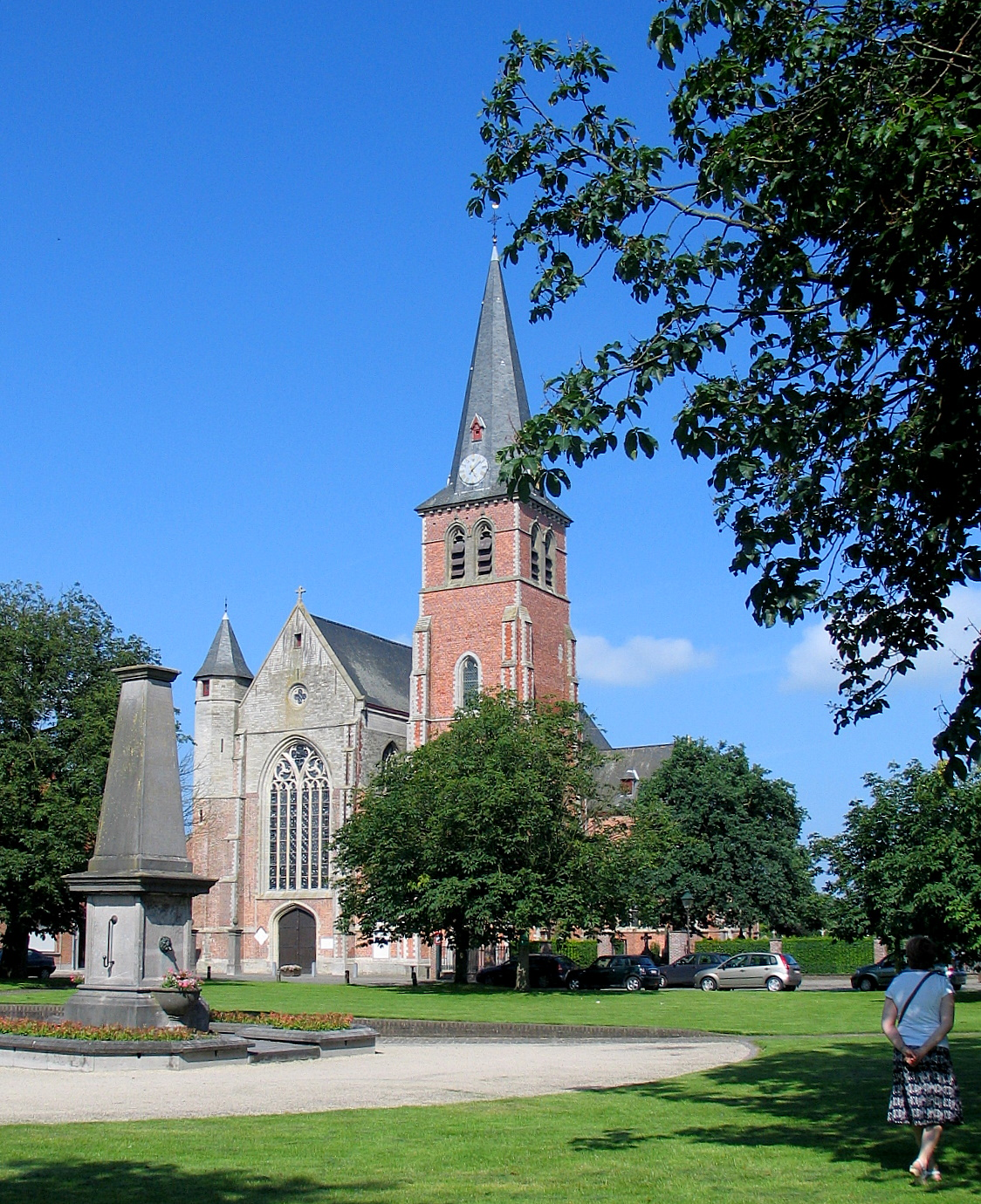
De kerk van Watervliet

Hiëronymus Lauweryn (ook Jeronimus Lauwerein), ridder, (Brugge, ca. 1450 – Den Haag, 1509) was heer van Watervliet, Waterland, Poortvliet, Leestkens en Philippine en diende de regeringen van drie vorsten over de Nederlanden: Maximiliaan I van Habsburg, en diens zoon Filips de Schone, en dochter Margaretha van Oostenrijk.

## Familie
Lauweryn werd circa 1450 te Brugge geboren als zoon van Bavo Lauweryn en diens maîtresse Barbara Roels. Nadat Bavo weduwnaar was geworden en met Roels trouwde, werd Hiëronymus Lauweryn gewettigd.
Bavo was klerk voor de algemeen ontvanger van Vlaanderen, een functie die zijn zoon ook zou beoefenen. Hiëronymus Lauweryns eerste vrouw, Jacoba Peyaert († 1502), was de dochter van de belangrijke Gentenaar Matthijs Peyaert. Met haar kreeg hij zes kinderen, onder wie Mathieu. Hij hertrouwde met Maria Strabant en ze kregen drie kinderen.

## Carrière
Hij begon zijn carrière in 1477 als klerk van de algemeen ontvanger van Vlaanderen, net als zijn vader. In 1486 werd hij kasselrij-ontvanger van Brugge. Deze functie kostte hem bijna het leven toen hij twee jaar later werd gearresteerd door de opstandige Bruggelingen. Zij hadden keizer Maximiliaan van Oostenrijk gevangengezet op de Markt en hadden de rekenplichtige ambtenaren ter verantwoording geroepen. Verschillende Bourgondische notabelen lieten toen het leven, waaronder Pieter Lanchals in Brugge en Lauweryns schoonvader Matthijs Peyaert in Gent.
In 1499 werd hij thesaurier-generaal van de domeinen en financiën, waarmee hij de hoogste top van de financiële ambtenarij bereikte. Vier jaar later, in 1503, werd hij geridderd door Filips de Schone.
Lauweryn was ook raadsheer en hofmeester van Maximiliaan van Oostenrijk en gouverneur van de kinderen van Filips de Schone (onder wie Keizer Karel V).

## Investeringen
Als investeerder richtte hij zich op landwinningen in Vlaanderen. Tussen 1497 en 1506 stichtte hij de volgende polders:
- Sint-Christoffelpolder (1499)
- Jeronimuspolder (1501)
- Laurijnepolder (1503)
- Sint-Annapolder (1505)
- Sint-Barbarapolder (1508)
- Philippinepolder

Deze polders waren gelegen in het Scheldegebied en bestreken samen een oppervlakte van bijna 3.000 hectare. Volgens een legende kwam Lauweryn op de Westerschelde met zijn schip in een storm terecht. In zijn angst te zullen vergaan beloofde hij op de plek waar hij veilig zou landen een kerk te bouwen ter ere van Onze Lieve Vrouw.

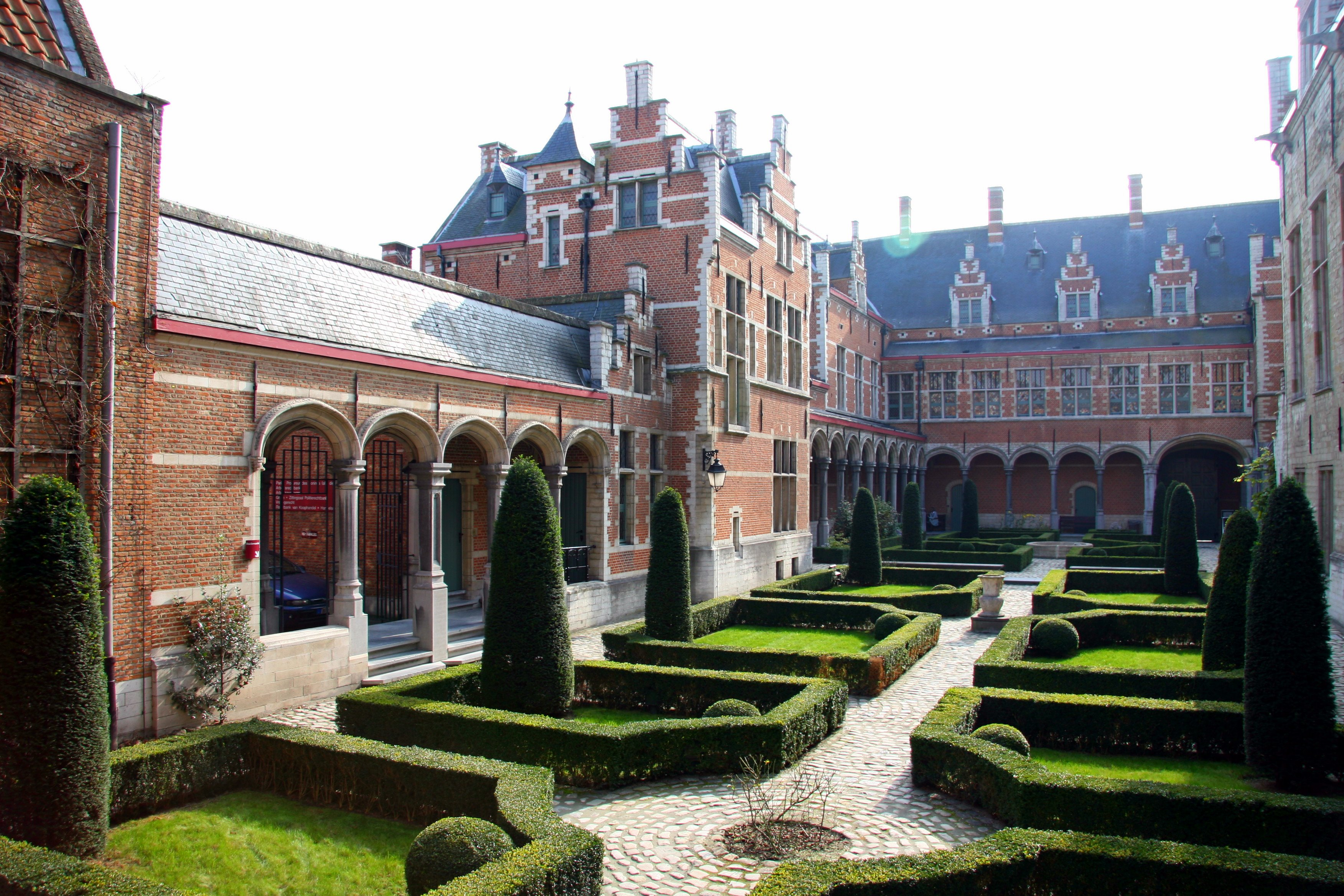
Het stadspaleis van Hiëronymus in Mechelen

Hij liet vanaf 1497 polder na polder indijken en stichtte in 1504 de stad Watervliet waar hij de kerk en een linnenmolen liet bouwen. Lauweryn richtte nog twee vlakbijgelegen heerlijkheden op: Waterland en Waterdijk, beiden afhankelijk van Watervliet. Hij wilde van Watervliet een grote havenstad maken, maar zag later in dat de ligging van Philippine beter was. Twee jaar later stichtte hij de stad Philippine in de gelijknamige polder, genoemd naar Filips de Schone en ook afhankelijk van Watervliet. Dit is nooit meer dan een vissershaventje geworden, onder andere omdat de schepen een grotere diepgang nodig hadden (Amerika was net ontdekt) en door de Tachtigjarige Oorlog.
In 1508, tijdens het bestuur van Margaretha van Oostenrijk, die zijn stadspaleis in Mechelen als residentie had overgenomen, trok Lauweryn zich vanwege zijn gezondheid terug. Een jaar later stierf hij in Den Haag. Zijn grafsteen staat in de Onze-Lieve-Vrouw Hemelvaartkerk van Watervliet.

## Liedboek

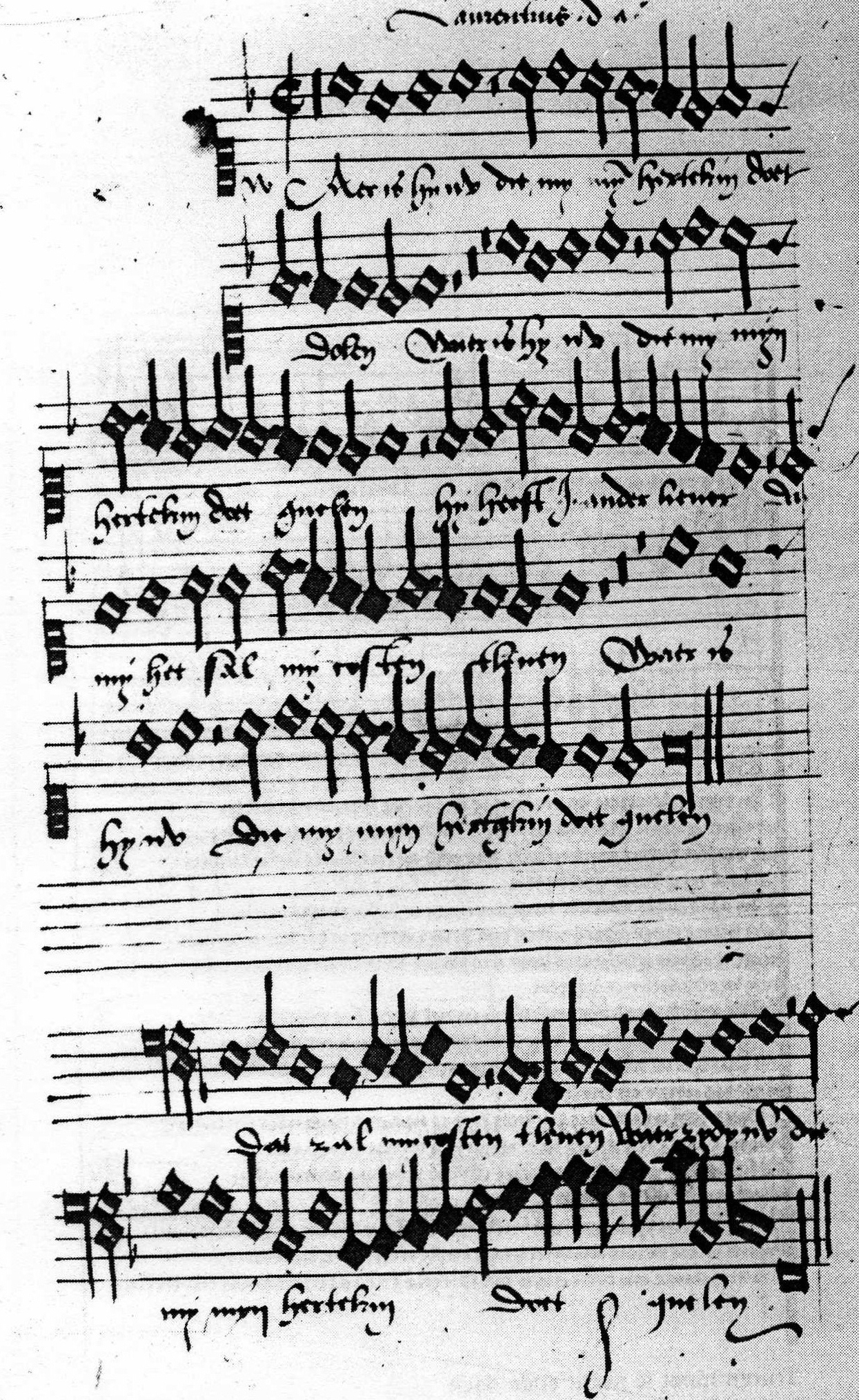
Een lied uit zijn chansonnier

Lauweryn blijft niet alleen bekend als zakenman maar ook als muziekliefhebber. Hij legde een verzameling aan van chansons en motetten voor gebruik in gezinsverband. Het "chansonnier" werd vermoedelijk tussen 1495 en 1507 vervaardigd. Het wordt in Londen bewaard als Handschrift Add. 35.087 van de British Library en bevat voornamelijk wereldlijke werken (slechts 13 % van de stukken zijn motetten). Het grootste deel van het liedboek wordt ingenomen door 63 Franse chansons. Daarnaast bevat het 25 wereldlijke Nederlandse polyfone liederen, meestal driestemmig en nergens anders terug te vinden. Zulke grote hoeveelheid Nederlandstalige liederen in zo'n collectie was destijds vrij opmerkelijk ; vermoedelijk wilde Lauweryn liederen uit zijn geboortestreek bewaren voor het nageslacht.
Het chansonnier bevat onder andere werken van Alexander Agricola, Loyset Compère, Jean Mouton, Benedictus Appenzeller en zelfs Josquin des Prez. De meeste liederen zijn in het Frans of Nederlands; verder zijn er nog enkele in het Latijn en twee in het Italiaans. Bij één lied is in het liedboek de naam van een zekere Laurentius opgenomen, waarvan is gesuggereerd dat misschien Lauweryn van Watervliet zelf de componist is geweest.